# Lâm Xương Luân
Lâm Xương Luân (tiếng Trung: 林昌倫; sinh ngày 28 tháng 6 năm 1991) là một cầu thủ bóng đá người Đài Loan hiện tại thi đấu ở vị trí tiền đạo ở cấp độ quốc gia và câu lạc bộ. Anh là người Amis và phục vụ trong lực lượng vũ trang, mặc dù anh đã xuất ngũ để tập trung vào sự nghiệp bóng đá.